# Ernst T. Krebs
Ernst Theodore Krebs ml. (17. května 1911 – 8. září 1996) byl americký biochemik. Je známý tím, že podporoval různé látky pro alternativní léčbu rakoviny. Nejznámější je asi amygdalin (nesprávně vitamin B17), který je v lékové formě nazýván také Laetril. Jeho tvrzení nejsou podpořena vědeckými důkazy a proto jsou považována mnoha lidmi za šarlatánství.

## Život
E. T. Krebs se narodil 17. května 1911 v Nevadě. Jeho otec Ernst Theodor Krebs st. (1876–1970) byl lékař, jehož léčebné teorie byly později považovány za podvodné. E.T. Krebs ml. studoval na Hahnemann Medical College, ale nedokončil ji. Poté studoval ještě na mnoha vysokých školách v několika státech, ale na žádné nedostal vědecký titul. Dosáhl pouze titulu Bachelor of Arts, což znamená bakalář umění. Dostal jeden čestný doktorát dnes už zaniklé Christian College v Tusle. Zemřel ve svém domě v San Franciscu v roce 1996.
Není příbuzný s Hansem Adolfem Krebsem, objevitelem Krebsova cyklu.

## Práce

### Teorie rakoviny
Oživil teorii rakoviny, kterou popsal a propagoval v roce 1902 Dr. John Beard. Rakovina podle něj vznikala z buněk zvaných trofoblasty, jedná se tedy o tzv. trofoblastovou teorii. Rakovina podle E. T. Krebse je druh přílišného hojení, ve které tělo produkuje trofoblasty v rámci pokusů překonat specifické poškození či stárnutí normální tkáně. Tyto trofoblasty jsou chráněny elektrostaticky nabitým pláštěm bílkovinné povahy, tzn. odolávají bílým krvinkám. Začnou se tedy nekontrolovaně množit a to je počátkem rakoviny. Pozn. Trofoblasty se v těle vyskytují při graviditě (těhotenství), ale v tomto případě rakovinu nezpůsobují, protože existují přirozené kontrolní síly.

### Pangamová kyselina
Pangamová kyselina (pangamin, D-glukonodimetylaminoacetát) je chemická sloučenina izolovaná z jader meruněk, která je také nazývána vitamin B15, přestože nemá charakter vitaminu. E. T. Krebs spolu se svým otcem tvrdil, že má dalekosáhlé léčebné účinky a že je důležitou složkou potravy. Tyto účinky ale nebyly nikdy vědecky prokázány, tato sloučenina nemá podle moderních biochemických poznatků žádnou fyziologickou úlohu.

### Amygdalin

Chemický vzorec amygdalinu (vitaminu B17)

Amygdalin je přírodní glykosid vyskytující se např. v mandlích. Jeho jméno pochází z vědeckého rodového jména pro mandloň (Amygdalus). Obsažena je i v dalších rostlinách jako slivoň americká, meruňka obecná, střemcha pozdní. Ernst T. Krebs amygdalin poprvé prezentoval jako údajný vitamín B17 a přisuzoval mu schopnost léčit rakovinu, ale publikované studie neprokázaly, že v tomto ohledu je amygdalin přínosný. Griffin ve své knize Svět bez rakoviny: příběh vitaminu B17  přesto obhajuje údajné účinky amygdalinu a kritizuje americké výzkumy a americké instituce zabývající se léčbou rakoviny.
Podle Dr. Lestera M. Crawforda z FDA účinnost amygdalinu nebyla nikdy prokázána a poskytuje nanejvýše falešnou naději. Někteří odborníci považují vydávání amygdalinu za údajný lék proti rakovině za rozšířený příklad šarlatánství v medicíně.